# Milan (1884)
Milan byl nechráněný křižník francouzského námořnictva. Ve službě ve francouzském námořnictvu byl v letech 1885–1908. Mezi jeho hlavní úkoly patřil průzkum. Byl to poslední postavený francouzský nechráněný křižník. Zároveň byl předchůdcem francouzských chráněných křížníků tříd Forbin a Troude.

## Stavba
Křižník postavila loděnice 	Ateliers et Chantiers de la Loire v Saint-Nazaire. Stavba byla zahájena v roce 1882. V květnu 1884 byl křižník spuštěn na vodu a v roce 1885 byl přijat do služby.

## Konstrukce

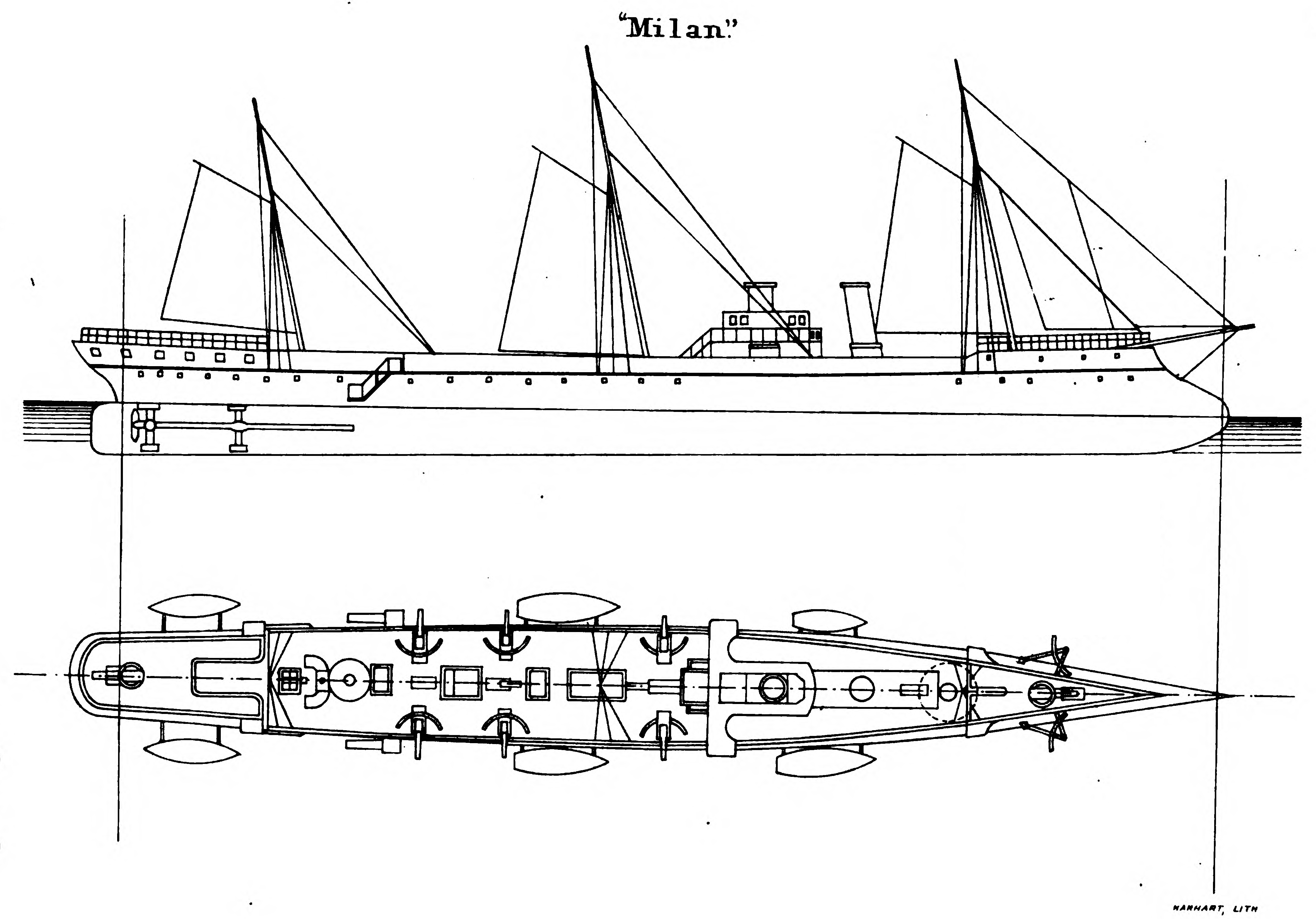
Základní uspořádání plavidla

Plavidlo mělo ocelový trup. Mělo tři stěžně. Výzbroj představovaly čtyři 100mm/26 kanóny M1881, umístěné po dvou vedle sebe na přední palubě a na zádi, dále osm 37mm pětihlavňových rotačních revolverových kanónů Hotchkiss. Pohonný systém tvořilo dvanáct kotlů Belleville a dva horizontální parní stroje o výkonu 4000 hp, roztáčející dva lodní šrouby. Kotle spalovaly uhlí. Jeho zásoba činila 330 tun. Spaliny odváděly dva komíny. Nejvyšší rychlost dosahovala 18,4 uzlu.

### Modifikace
V 90. letech 19. století bylo změněno složení výzbroje. Odstraněny byly dva 100mm kanóny a všechny 37mm rotační kanóny. Naopak výzbroj posílilo dvanáct 47mm kanónů Hotchkiss a dva 350mm torpédomety.